# Kolibri (Jolle)

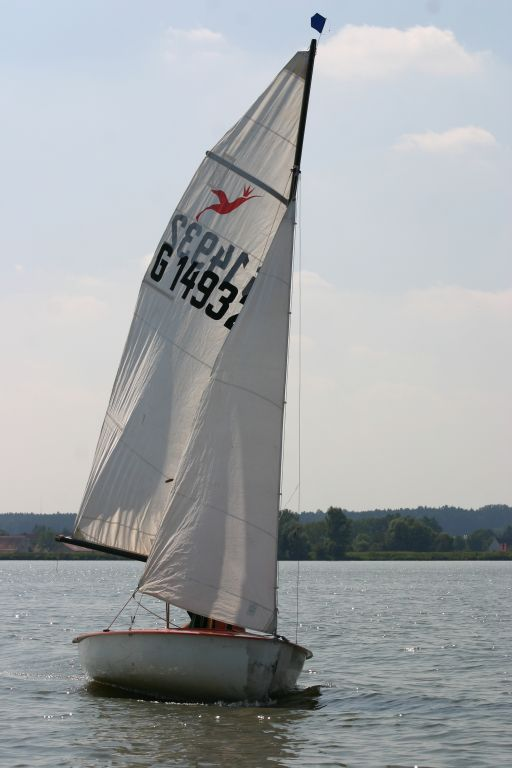
Kolibri auf dem Großen Brombachsee

Die Kolibri ist eine Jolle für bis zu zwei Personen. Sie wurde von Anfang der 1970er Jahre bis zum Konkurs des Herstellers 1978 durch die Werft Atlanta Boot GmbH in Weitnau (Allgäu) hergestellt.

## Technische Daten
Die Kolibri ist ein GfK-Boot mit Holzschwert und teilbarem Alu-Mast. Durch ihr geringes Gewicht ist sie sehr gut trailerbar, sie kann auf dem Autodach transportiert werden.
Die Kolibri ist ein gutes Anfängerboot: nicht sehr schnell, dafür aber rumpfstabil und schwer zu kentern. Sie macht ab etwa zwei Beaufort gut Fahrt über Grund und fängt ab etwa fünf Windstärken an zu gleiten. Am Heck ist die Jolle holzverstärkt, so dass ein kleiner Außenbordmotor angebracht werden kann. Eine mittschiffs angebrachte Sitzbank und zusätzlich einzubauende Ruderbuchsen ermöglichen es, das Boot zu rudern.
Die Werft lieferte die Kolibri in den Farben elfenbein (Rumpf) mit rot, blau, orange und gelbolive (Deck). Im spritzwassergeschützten Bugraum lassen sich Sachen für die Tagestour verstauen, als Wanderjolle allerdings ist die Kolibri nicht konzipiert. Der Preis des Bootes lag je nach Baujahr zwischen 2500 und 2800 DM (segelfertig ohne Zubehör).
Weitere Modelle der Atlanta Bootsbau GmbH waren die Flamingo, die Koralle sowie die Atlanta 4.40.